# PunchOutBattles
PunchOutBattles (afgekort POB) is een MC-battle-competitie in Nederland. PunchOutBattles werd in 2010 opgericht door rapper Excellent, die tevens presentator, scheidsrechter en jurylid is. Meestal vinden evenementen van PunchOutBattles plaats in Rotterdam. De battles worden opgenomen en uitgezonden via onder andere via Youtube en Spotify. Verschillende rappers danken hun bekendheid aan hun deelname aan POB.

## Geschiedenis en opzet
Na het verdwijnen van bekende competities als SPITT en Geen Daden Maar Woorden was in het eerste decennium van de 21e eeuw een vacuüm ontstaan op het gebied van MC-battles in Nederland. Rapper Excellent, zelf een ervaren battle-MC, besloot daarom PunchOutBattles op te richten. Het openingsevenement werd op 9 april 2010 gehouden in het World Music & Dance Centre (WMDC) aan de Pieter de Hoochweg in Rotterdam. Na het eerste event haakte ook Aiky (eigenaar van het platenlabel Zwarejongenz) als organisator aan.
Anders dan bij freestyle-battles werkt PunchOut Battles op basis van voorbereide teksten. De MC’s krijgen enkele weken voor het evenement te weten wie hun tegenstander is en kunnen hun teksten schrijven en uit hun hoofd leren. Een ander verschil met klassieke rapbattles is dat een POB-battle a capella is, terwijl de meeste freestyle-battles op een beat worden gerapt. Een POB-battle bestaat meestal uit drie rondes van één tot anderhalve minuut per persoon.
Een seizoen van POB duurt enkele jaren, waarbij ieder jaar een paar evenementen worden gehouden. De deelnemers worden beoordeeld door een vakjury en de kijkers thuis, die via de website kunnen stemmen. De zestien deelnemers met de hoogste scores mogen vervolgens deelnemen aan een knock-out-competitie, waar uiteindelijk een winnaar uit voortkomt. Het eerste seizoen werd gewonnen door Mennis, die in de finale Sensei versloeg.
In 2013-2014 organiseerde PunchOutBattles in samenwerking met radiozender FunX de Punchout FunX Battle League. Deze battles werden elke maand op de radio uitgezonden. EZG werd de winnaar van deze competitie.
Tussen 2015 en 2018 werd het tweede seizoen (Next Gen) gehouden. Voorafgaande het seizoen werden audities gehouden om te bepalen wie mocht doorstromen naar het hoofdtoernooi. De finale van het tweede seizoen zou worden gehouden op 10 december 2017, maar vanwege een sneeuwstorm was finalist Nick Vayne gestrand op station Utrecht Centraal, waardoor het evenement moest worden afgelast. De finale werd vervolgens uitgesteld naar 8 april 2018. De uitslag van de finale is nooit bekend gemaakt.
Vanaf 2022 ging het derde seizoen in, genaamd POB Teams. De deelnemers werden ondergebracht in verschillende teams onder leiding van een MC met ruime ervaring op het gebied van rapbattles. Op 15 augustus 2024 maakte de organisatie van POB bekend dat het derde seizoen werd stilgelegd. Er waren maar 11 MC's over die bereid waren om deel te nemen aan het knock-out-toernooi.

## Winnaars
| Seizoen       | Periode     | Winnaar              | Tweede               | Link                 |
| ------------- | ----------- | -------------------- | -------------------- | -------------------- |
| 1             | 2010 - 2012 | Mennis               | Sensei               |                      |
| PunchOut FunX | 2013 - 2014 | EZG                  | L-Deep               |                      |
| 2 (Next Gen)  | 2015 - 2018 | Onbekend             | Onbekend             | Onbekend             |
| 3 (POB Teams) | 2022 - 2024 | Competitie stopgezet | Competitie stopgezet | Competitie stopgezet |

## Trivia
- In 2017 spande oud-deelnemer Apnormaal een rechtszaak aan tegen PunchOutBattles en eiste dat de video's van zijn battles verwijderd zouden worden van Youtube. De Rechtbank Rotterdam wees het geëiste af.[8] De uitspraak is belanghebbend voor het portretrecht en wordt besproken in de juridische literatuur.[9]
- De best bekeken battle is die tussen Jason Bourne en Kaascouse uit 2013. Anno 2024 hebben ruim 1,8 miljoen mensen deze video bekeken.[10]

## Bekende deelnemers
- EZG
- Insayno
- Kaascouse
- Lijpe
- Nesim Najih
- Qucee
- Rafello (Raffaarlijk)
- Steff
- Surya
- Fraasie

## Bekende juryleden
- Brainpower
- Excellent
- Klopdokter
- Kimo
- Steen
- Tim Beumers